# Léopold Lunden
Baron Léopold Lunden (1868 – 1921) was een Belgisch politicus. Lunden was burgemeester van Humbeek van 1893 tot 1904.
Hij was getrouwd met Germaine du Roy de Blicquy. Samen hadden ze vier kinderen: René, Monique, Guy en Christine. Zijn oudste zoon, René, nam in 1936 deel aan de Olympische Winterspelen. 

## Mandaten
- Burgemeester van Humbeek (1893-1904)